# Schwelleneffekt (Chemie)
Der Schwelleneffekt (engl. threshold effect) ist die Eigenschaft bestimmter Substanzen (Schwellensubstanzen), bei sehr niedrigen (sogenannten unterstöchiometrischen) Konzentrationen die Bildung von Niederschlägen zu verhindern oder zumindest stark zu verzögern. Dadurch verhindern Schwellensubstanzen in einer übersättigten Lösung die Bildung eines unlöslichen Niederschlages, indem sie die Oberfläche der sich zuerst bildenden Mikrokristalle durch Adsorption blockieren, sodass sich keine größeren Kristalle durch Anlagerung bilden können. Daraus resultiert zum Beispiel die Stabilisierung von amorphem und kolloidalem Calciumcarbonat in Lösungen, das heißt, die kristalline, unlösliche Calcitbildung wird verzögert. 
Schwellensubstanzen können z. B. als Additive in Waschmittel für die Dauer des Waschvorgangs die Bildung von Wäscheinkrustationen durch schwerlösliche Verbindungen (Calcium- und Magnesiumcarbonat) im Wasser durch Verzögerung der Fällung verhindern. Als Additive sind unter anderem Verbindungen aus der Gruppe der niedermolekularen Phosphonate und der höhermolekularen Komplexbildner (z. B. Polycarboxylate), die auch als Builder in Waschmittel eingesetzt werden, geeignet.